# Alne
Alne är en ort och civil parish i Storbritannien.   Den ligger i grevskapet North Yorkshire och riksdelen England, i den centrala delen av landet, 290 km norr om huvudstaden London. Alne ligger 18 meter över havet och antalet invånare är 711.
Terrängen runt Alne är platt. Runt Alne är det ganska tätbefolkat, med 67 invånare per kvadratkilometer. Närmaste större samhälle är York, 17,4 km sydost om Alne. Trakten runt Alne består till största delen av jordbruksmark.